# Jean-Marie Charpentier

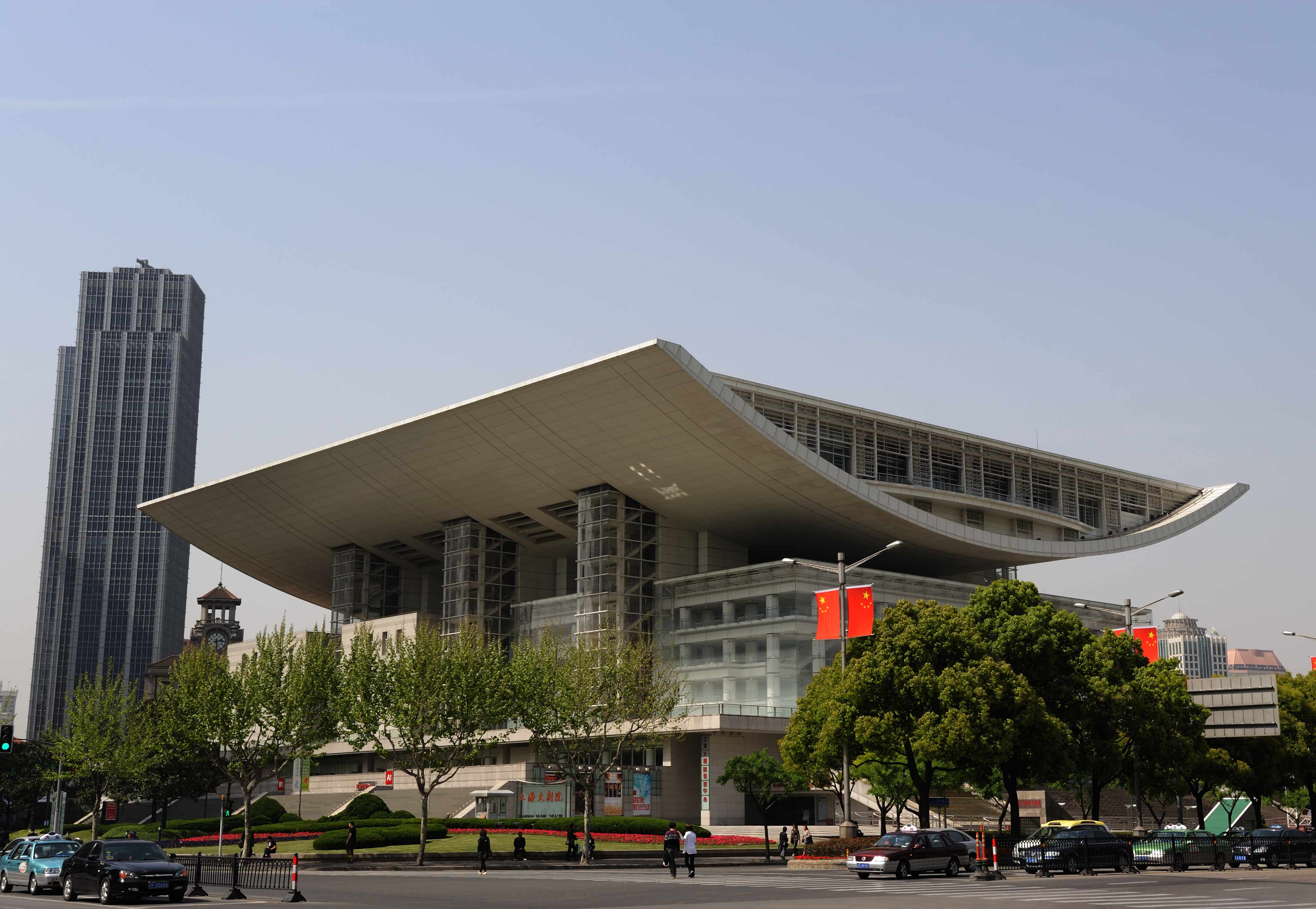
El Gran Teatro de Shanghái, obra de Charpentier

Jean-Marie Charpentier (París, 27 de abril de 1939-París, 24 de diciembre de 2010) fue un arquitecto y urbanista francés.

## Biografía
Nacido en París, se graduó en Urbanismo en la Universidad de París en 1966 y en la Escuela Nacional Superior de Bellas Artes de París en 1969. Antes de fundar el despacho Arte Charpentier en París en 1969, impartió lecciones de arquitectura durante un año en Camboya. El despacho se llama "Arte", siendo el acrónimo de «architecture, recherche, technique, environnement» (Arquitectura, Búsqueda, Técnica y Entorno) y abarca cuatro especialidades: planificación urbana y diseño, diseño de paisaje, arquitectura y diseño de interiores.
En 1984 fue uno de los primeros arquitectos europeos en instalarse en China. Jean-Marie Charpentier fue el biznieto del compositor Gustave Charpentier.